# La Fresnaye-au-Sauvage
Pour les articles homonymes, voir La Fresnaye.
La Fresnaye-au-Sauvage est une ancienne commune française, située dans le département de l'Orne en région Normandie, devenue le 1er janvier 2016 une commune déléguée au sein de la commune nouvelle de Putanges-le-Lac.
Elle est peuplée de 224 habitants.

## Géographie
| Ménil-Gondouin           | Putanges-Pont-Écrepin (comm. nouv. de Putanges-le-Lac)  | Giel-Courteilles                            |
| Saint-André-de-Briouze   | La Fresnaye-au-Sauvage (comm. nouv. de Putanges-le-Lac) | Ménil-Jean (comm. nouv. de Putanges-le-Lac) |
| Saint-Hilaire-de-Briouze | Les Yveteaux                                            | Lougé-sur-Maire, La Lande-de-Lougé          |

## Toponymie
Fresnaye : le nom désigne un lieu caractérisé par la présence d’un frêne.
Les toponymes en sauvage sont liés à la "selve" (la forêt). Ils se situent en général vers les extrémités des finages.

## Histoire
En 1821, La Fresnaye-au-Sauvage (558 habitants) absorbe la commune de Saint-Malo (162 habitants), à l'est de son territoire.
Le 1er janvier 2016, La Fresnaye-au-Sauvage intègre avec huit autres communes la commune de Putanges-le-Lac créée sous le régime juridique des communes nouvelles instauré par la loi no 2010-1563 du 16 décembre 2010 de réforme des collectivités territoriales. Les communes de Chênedouit, La Forêt-Auvray, La Fresnaye-au-Sauvage, Ménil-Jean, Putanges-Pont-Écrepin, Rabodanges, Les Rotours, Saint-Aubert-sur-Orne et Sainte-Croix-sur-Orne deviennent des communes déléguées et Putanges-Pont-Écrepin est le chef-lieu de la commune nouvelle.

## Politique et administration
| Période                                  | Période       | Identité       | Étiquette | Qualité     |
| ---------------------------------------- | ------------- | -------------- | --------- | ----------- |
| juin 1995                                | décembre 2015 | Sylvain Gaudin | SE        | Agriculteur |
| Les données manquantes sont à compléter. |               |                |           |             |

## Démographie
L'évolution du nombre d'habitants est connue à travers les recensements de la population effectués dans la commune depuis 1793. À partir du 1er janvier 2009, les populations légales des communes sont publiées annuellement dans le cadre d'un recensement qui repose désormais sur une collecte d'information annuelle, concernant successivement tous les territoires communaux au cours d'une période de cinq ans. 
Pour les communes de moins de 10 000 habitants, une enquête de recensement portant sur toute la population est réalisée tous les cinq ans, les populations légales des années intermédiaires étant quant à elles estimées par interpolation ou extrapolation. Pour la commune, le premier recensement exhaustif entrant dans le cadre du nouveau dispositif a été réalisé en 2006,.
En 2022, la commune comptait 224 habitants, en évolution de −1,32 % par rapport à 2016 (Orne : −1,53 %, France hors Mayotte : +2,49 %).
La Fresnaye-au-Sauvage a compté jusqu'à 722 habitants en 1836, mais les deux communes de La Fresnaye-au-sauvage et Saint-Malo, fusionnées en 1821, totalisaient 752 habitants en 1793, lors du premier recensement républicain.
| 1793 | 1800 | 1806 | 1821 | 1836 | 1841 | 1846 | 1851 | 1856 |
| ---- | ---- | ---- | ---- | ---- | ---- | ---- | ---- | ---- |
| 561  | 484  | 551  | 558  | 722  | 712  | 721  | 705  | 667  |

| 1861 | 1866 | 1872 | 1876 | 1881 | 1886 | 1891 | 1896 | 1901 |
| ---- | ---- | ---- | ---- | ---- | ---- | ---- | ---- | ---- |
| 641  | 616  | 550  | 536  | 524  | 512  | 442  | 403  | 400  |

| 1906 | 1911 | 1921 | 1926 | 1931 | 1936 | 1946 | 1954 | 1962 |
| ---- | ---- | ---- | ---- | ---- | ---- | ---- | ---- | ---- |
| 416  | 376  | 291  | 308  | 317  | 313  | 316  | 320  | 301  |

| 1968 | 1975 | 1982 | 1990 | 1999 | 2006 | 2011 | 2016 | 2020 |
| ---- | ---- | ---- | ---- | ---- | ---- | ---- | ---- | ---- |
| 264  | 220  | 229  | 198  | 189  | 219  | 221  | 227  | 228  |

## Lieux et monuments

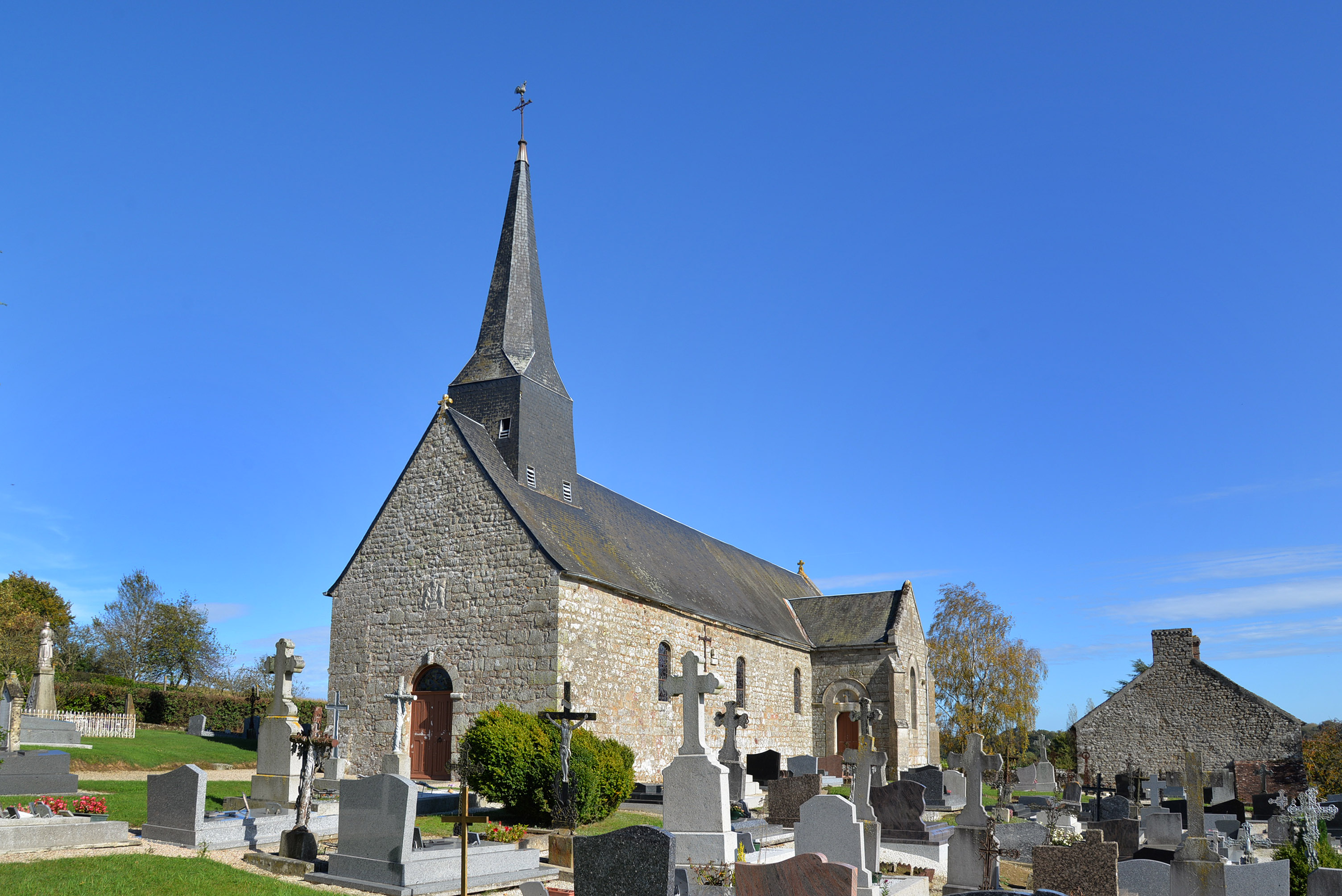
L'église Saint-Cyr-et-Sainte-Julitte.

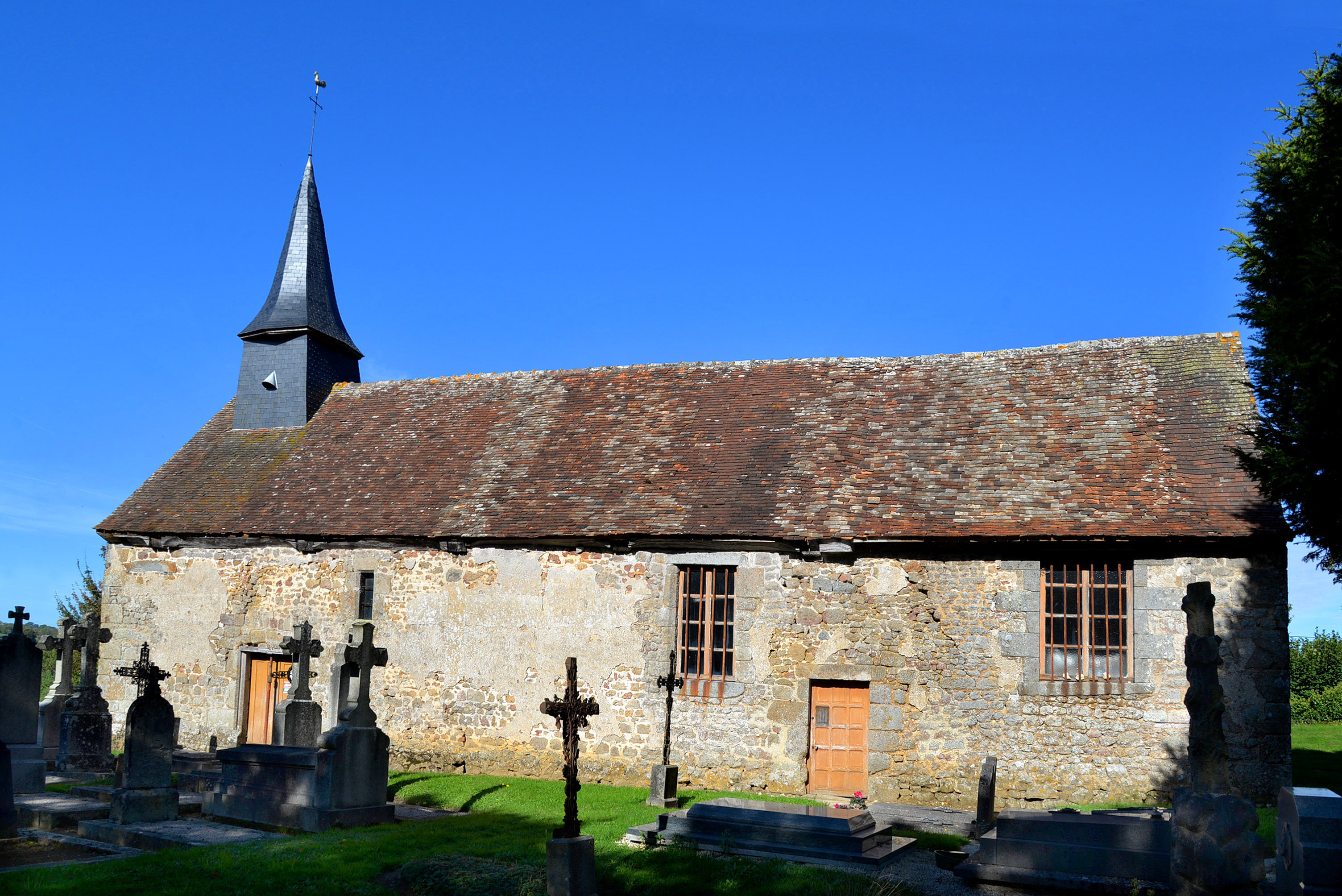
La chapelle Saint-Malo.

- Église Saint-Cyr-et-Sainte-Julitte, dédiée à saint Cyr et à sa mère sainte Julitte, deux martyrs chrétiens du IVe siècle.
- Chapelle Saint-Malo.
- Vestiges d'une motte féodale, au sud du village, près de l'église, sur le bord d'un affluent de l'Orne[10].

## Personnalités liées à la commune
- Jean Vauquelin de La Fresnaye (1536-1606), poète.
- Victor Delorme, célèbre assassin du « sorcier » Léon Bunout le 16 novembre 1948, une des dernières affaires de sorcellerie du département de l'Orne, résidait au hameau Haut-Bois.